# Pièce de 1 cent de dollar américain
Pour les articles homonymes, voir Penny.
Le cent, communément appelé penny, est une pièce de monnaie des États-Unis dont la valeur est d'un centième de dollar américain, le symbole du cent est « ¢ ». Le nom officiel du penny pour l'United States Mint est un « cent » et pour le Trésor américain c'est une « one cent piece ». Le terme familier de « penny » dérive de celui de la pièce britannique du même nom dont la version pré-décimale avait une valeur similaire. En anglais américain, « pennies » est la forme plurielle de « penny », les autres formes plurielles « pence » et « pee » (en usage dans l'anglais britannique) ne sont pas utilisées.

## Histoire

### Premières tentatives
Le soulèvement des Treize Colonies en 1775 entraîne la nécessité d'une nouvelle monnaie, à la fois distincte de celle de la Grande-Bretagne, pour pallier l'absence de numéraire du fait du blocus maritime et payer l'armée : ce fut l'expérience du Continental dollar, monnaie de papier, ancêtre de l'assignat, et qui se conclut par une hyperinflation. Cette question s'accompagne de plusieurs tentatives de frappes métalliques, d'essais, menés notamment par Benjamin Franklin, principal artisan du « Fugio Cent », qui fut fabriqué en cuivre à partir de mai 1787, pesant environ 10 g, sans valeur faciale mais d'un module équivalent à celui d'un sou français ou d'un demi penny anglais. Les dénominations et le système décimal finissent par être entérinés avec le Coinage Act of 1792 qui entreprend de centraliser la conception et l'émission monétaire de la jeune république, non sans difficultés.

### Les types «Large Cent»

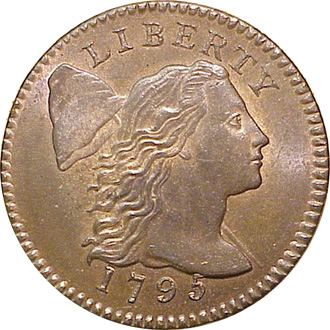
Pièce de 1 cent type Liberty Cap (1795).

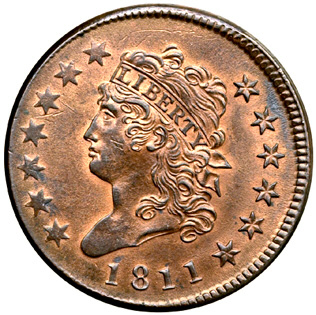
Pièce de 1 cent type Classic Head (1818).

La première pièce de 1 cent apparaît officiellement au millésime de 1793. Valant 1/100 de dollar, d'un diamètre de 26,5 mm elle pèse 13,48 g et ne contient que du cuivre. Elle est donc plus grande que le cent actuellement en circulation. La loi monétaire de 1792 permit également la frappe de pièce d'une valeur d'un demi cent jusqu'en 1857.
Le design et la gravure de ce premier module sont l’œuvre de Henry Voigt (en), graveur en chef de l'United States Mint. Sur l'avers apparaissent la tête de la « Liberté au cheveux longs » (appelée « Flowing Hair »), regardant à droite, ainsi que la mention « Liberty » et la date ; au revers, les valeurs « One cent » et « 1/100 », inscrites au centre, sont entourées d'une chaîne stylisée et des mots United States of America. Seulement 36 103 pièces sortent de l'atelier de Philadelphie.
Dans la foulée, le second graveur en chef Adam Eckfeldt, planche sur un nouveau design qui est également mis en fabrication seulement au millésime 1793 : la seule différence formelle est qu'à l'avers, apparaît un motif végétal, trois feuilles d'arbre, et qu'au revers, la chaîne, qui avait suscité des critiques, a été remplacée par une couronne de laurier. Le volume de la frappe est aussi plus important, avec 63 353 pièces fabriquées.
Une troisième tentative advient, amorcée également avec le millésime 1793 : elle est l’œuvre conjointe du peintre Joseph Wright (American painter) (en), qui meurt en septembre, modifiée en 1795 par le graveur John Smith Gardner (en). L'avers montre la même tête de Liberté mais cette fois accompagnée d'un bonnet phrygien (appelée « Liberty Cap ») et, au revers, la couronne stylisée représente des rameaux d'olivier. Il existe donc deux versions : avec tranche mince, la pièce pesant le même poids que les deux types précédents, et épaisse, d'une masse de 10,89 g. Frappé jusqu'en 1796, ce module va finir par s'imposer, avec un tirage global supérieur à 1,5 million d'unités.
De 1796 à 1807, le type « Draped Bust » conçu par Robert Scot est mis en fabrication : ce type de cent comprend à l'avers une nouvelle Liberté, présentée en buste.
De 1808 à 1857, s'impose le cent appelé « Classic Head » (tête classique) : conçu à l’origine par le graveur John Reich, il fut révisé en 1816 par Scot puis en 1840 par Christian Gobrecht, qui s'inspira d'un dessin du peintre Titian Peale. L'avers montre, entourée des 13 étoiles des premières colonies indépendantistes, la tête de la Liberté de profil, tournée vers la gauche et portant un diadème sur lequel est inscrit le mot « Liberty » ; au revers, la fraction 1/100 finit par disparaître en 1816. Les tirages sont de plus en plus importants, avec des pointes à plus de 6 millions d'unités en 1838, puis à près de 10 millions en 1851.

### Les types «petits modules»

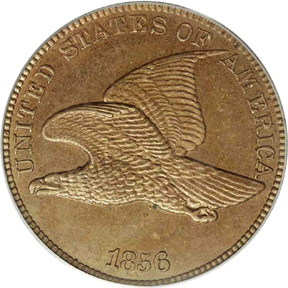
Pièce de 1 cent type Flying Eagle (1856).

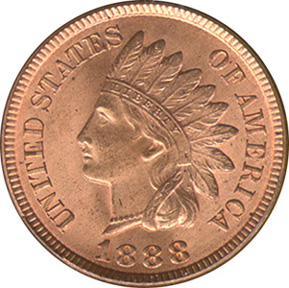
Pièce de 1 cent type Indian Head (1888).

Un nouveau module est lancé par la US Mint, pour la première fois au millésime 1856, le « small cent » (petit cent), fait d'un alliage de 88 % de cuivre et de 12 % de nickel : le diamètre tombe à 19 mm, soit le format actuel, et la masse est abaissée à 4,67 g (presque 2,5 fois moins). Cette réformation, qui comprend un écart de poids sensible, peut s'expliquer en fonction de différentes hypothèses. D'abord la volonté de la Monnaie d'épargner le cuivre, métal stratégique et coûteux à fabriquer ; il fut même question de lancer un cent comprenant une part d'argent métal avec un trou au centre, puis d'utiliser du bronze, mais le lobby industriel du nickel progressait au Congrès américain. Enfin, sur le plan psychologique, ce « petit cent » accrédita l'idée d'une dévaluation : en effet, l'arrivée massive d'or de Californie a favorisé une forme d'inflation.
Le Flying Eagle (aigle volant) n'a été frappé que jusqu'en 1858 : conçu par James B. Longacre, il montre à l'avers un pygargue à tête blanche saisi durant son vol entouré de la mention « United States of America » et de la date ; au revers la mention « One cent » entourée d'une couronne de feuillage et de fleurs. Cet « aigle », Longacre put le dessiner en s'inspirant d'un pygargue domestiqué surnommé « Peter » qui vivait dans les locaux de l'US Mint. Plus de 40 millions d'unités furent frappées.
De 1859 à 1909, la Monnaie produisit le type « Indian Head ». Également conçu par Longacre avec les mentions officielles habituelles, mais d'une composition métallique au départ inchangée, l'avers montre une tête d'Amérindien portant une coiffe de plumes ornée du mot « Liberty » ; le revers fut révisé en 1860 : à la couronne tressée de rameaux fut ajouté le blason de l'Union. À partir de 1865, la Monnaie décide de frapper le cent sur du bronze (95 % de cuivre, 5 % d'étain et de zinc).
Depuis 1909, l'avers du cent présente le buste du président Abraham Lincoln ; conçu par Victor D. Brenner (en). Le revers a évolué suivant trois types : le premier présente deux épis de blé jusqu'en 1959 ; le deuxième le Lincoln Memorial gravé par Frank Gasparro ; le troisième, depuis 2010, montre le bouclier de l'Union et fut conçu par Lyndall Bass. En 1943, du fait de la guerre et des restrictions sur le cuivre, la composition métallique du cent fut en acier plaqué de zinc.

### Augmentation du coût de production
En 2012, le coût de fabrication du cent pour la Monnaie américaine était de 0,02 $. Ce montant comprend les frais fixes de la Monnaie pour la distribution et la fabrication, estimés à 13 millions de dollars pour l'exercice 2011 et les coûts pour le seul penny de 17,7 millions de dollars pour 2011. La perte réalisée sur la production de la pièce de un cent aux États-Unis pour l'année 2012 a été de 58 000 000 $.
Pour cette raison, lors de la seconde présidence de Donald Trump début 2025, ce dernier annonce avoir ordonné à Scott Bessent, secrétaire au Trésor des États-Unis, d'arrêter la production du cent. Selon un rapport, l'United States Mint a perdu 85,3 millions de dollars dans la fabrication des pièces.